# Jeremiah Madimetja Masela
Jeremiah Madimetja Masela (* 28. Juni 1958 in Bergzich) ist ein südafrikanischer Geistlicher und Bischof von Polokwane.

## Leben
Jeremiah Madimetja Masela empfing am 15. Dezember 1984 das Sakrament der Priesterweihe. Nach dem Rücktritt von Bischof Mogale Paul Nkhumishe am 9. Dezember 2011 wurde Masela Apostolischer Administrator von Polokwane.
Am 10. Juni 2013 ernannte ihn Papst Franziskus zum Bischof von Polokwane. Der Erzbischof von Johannesburg, Buti Joseph Tlhagale OMI, spendete ihm am 7. September desselben Jahres die Bischofsweihe; Mitkonsekratoren waren der Erzbischof von Pretoria, William Slattery OFM, und der Bischof von Tzaneen, João Noé Rodrigues. 